# Marmosa mexicana
Marmosa mexicana e вид опосум от семейство Didelphidae.
Видът е разпространен в Централна Америка по протежението на територия намираща се от южно Мексико до Панамския канал. Обитава тропични и субтропични гори на надморска височина до 1800 m, въпреки че в подножието на вулкана Такана се среща до 3000 m. Храни се с плодове и насекоми.